# Missio canonica
De "missio canonica" is het bisschoppelijk verlof om canoniek recht te doceren. Het kerkrecht schrijft voor dat docenten aan kerkelijke instellingen, hogescholen en universiteiten een verlof vragen van hun diocesane bisschop. Het verlof kan wegens heterodoxe opvattingen ("ketterij") worden ingetrokken. Aan de missio canonica is de verplichting verbonden om ook in het privéleven volgens de regels die de Katholieke Kerk stelt te leven.
De missio canonica is sinds 1983 in canon 805 van de Codex Iuris Canonici (Boek III: Titel III katholieke opvoeding) geregeld.